# Al Bidda
Al Bidda (in arabo البدع) è una stazione della metropolitana di Doha posta sulle linee Rossa e Verde.

## Storia
La stazione è stata inaugurata l'8 maggio 2019, come parte della prima tratta della linea Rossa. Dal 10 dicembre 2019 è servita anche dalla linea Verde.

## Servizi
La stazione dispone di:
- Biglietteria automatica
- Servizi igienici
- Sala preghiera

## Interscambi
La stazione è servita dalla rete autobus gestita da Mowasalat.
- Fermata autobus